# Giải bóng đá ngoại hạng Iraq 1977-78
Giải bóng đá ngoại hạng Iraq 1977–78 là mùa giải thứ tư của giải đấu kể từ khi thành lập năm 1974. Al-Minaa giành danh hiệu đầu tiên và duy nhất cho đến hiện tại, vô địch khi không thua một trận nào và trở thành đội bóng đầu tiên bên ngoài Baghdad vô địch Giải ngoại hạng.

## Thay đổi tên gọi
- Al-Baladiyat hợp nhất với Amanat Al-Asima để thành lập Al-Amana.
- Al-Jameaa đổi tên thành Al-Talaba trong mùa giải.

## Bảng xếp hạng
| Vị thứ | Đội bóng     | St | W | D | L  | BT | BB | HS  | Đ  |
| 1      | Al-Minaa (C) | 13 | 8 | 5 | 0  | 27 | 10 | +17 | 21 |
| 2      | Al-Zawraa    | 13 | 9 | 1 | 3  | 31 | 9  | +22 | 19 |
| 3      | Al-Sinaa     | 13 | 8 | 3 | 2  | 18 | 7  | +11 | 19 |
| 4      | Al-Jaish     | 13 | 9 | 0 | 4  | 16 | 12 | +4  | 18 |
| 5      | Al-Amana     | 13 | 7 | 3 | 3  | 14 | 6  | +8  | 17 |
| 6      | Al-Shorta    | 13 | 5 | 7 | 1  | 11 | 5  | +6  | 17 |
| 7      | Al-Tayaran   | 13 | 5 | 4 | 4  | 19 | 11 | +8  | 14 |
| 8      | Al-Talaba    | 13 | 4 | 6 | 3  | 8  | 10 | –2  | 14 |
| 9      | Al-Iktisad   | 13 | 3 | 4 | 6  | 11 | 17 | –6  | 10 |
| 10     | Al-Thawra    | 13 | 3 | 4 | 6  | 9  | 16 | –7  | 10 |
| 11     | Salahaddin   | 13 | 2 | 5 | 6  | 10 | 15 | –5  | 9  |
| 12     | Al-Ittihad   | 13 | 3 | 3 | 7  | 11 | 17 | –6  | 9  |
| 13     | Al-Hilla     | 13 | 1 | 2 | 10 | 4  | 29 | –25 | 4  |
| 14     | Babil        | 13 | 0 | 1 | 12 | 3  | 28 | –25 | 1  |

|  | Xuống hạng Iraq Division 1 |

## Vua phá lưới
| Vị thứ | Cầu thủ        | Bàn thắng | Đội bóng   |
| ------ | -------------- | --------- | ---------- |
| 1      | Jalil Hanoon   | 11        | Al-Minaa   |
| 2      | Falah Hassan   | 10        | Al-Zawraa  |
| 3      | Salim Malakh   | 8         | Al-Tayaran |
| 4      | Hassan Saddawi | 7         | Al-Jaish   |
| 5      | Hazem Jassam   | 6         | Al-Zawraa  |